# Салансар
Салансар (перс. سالانسر) — село в Ірані, у дегестані Південний Ростамабад, в Центральному бахші, шагрестані Рудбар остану Ґілян. У переписі 2006 року вказане як окремий населений пункт, але без відомостей про чисельність населення.

## Клімат
Середня річна температура становить 12,02°C, середня максимальна – 26,14°C, а середня мінімальна – -2,98°C. Середня річна кількість опадів – 448 мм.
| Клімат поселення                              | Клімат поселення | Клімат поселення | Клімат поселення | Клімат поселення | Клімат поселення | Клімат поселення | Клімат поселення | Клімат поселення | Клімат поселення | Клімат поселення | Клімат поселення | Клімат поселення | Клімат поселення |
| Показник                                      | Січ.             | Лют.             | Бер.             | Квіт.            | Трав.            | Черв.            | Лип.             | Серп.            | Вер.             | Жовт.            | Лист.            | Груд.            |                  |
| Середній максимум, °C                         | 9,48             | 8,47             | 10,01            | 15,20            | 20,10            | 24,79            | 26,14            | 25,94            | 21,68            | 18,56            | 13,45            | 9,37             |                  |
| Середня температура, °C                       | 3,75             | 2,74             | 4,28             | 9,48             | 14,38            | 19,07            | 22,04            | 21,82            | 17,57            | 14,46            | 9,34             | 5,26             |                  |
| Середній мінімум, °C                          | −1,97            | −2,98            | −1,46            | 3,75             | 8,64             | 13,33            | 17,92            | 17,72            | 13,46            | 10,35            | 5,24             | 1,16             |                  |
| Норма опадів, мм                              | 36               | 34               | 64               | 63               | 34               | 14               | 14               | 14               | 26               | 43               | 48               | 58               |                  |
| Середньомісячна швидкість вітру, м/с          | 2.05             | 2.50             | 2.53             | 2.65             | 2.20             | 2.07             | 2.29             | 2.15             | 1.79             | 1.96             | 2.06             | 1.96             |                  |
| Середньомісячна сонячна радіація, кДж/м²·день | 7434             | 9851             | 12093            | 16272            | 20031            | 22734            | 23483            | 20056            | 16600            | 11839            | 9081             | 7122             |                  |
| --------------------------------------------- | ---------------- | ---------------- | ---------------- | ---------------- | ---------------- | ---------------- | ---------------- | ---------------- | ---------------- | ---------------- | ---------------- | ---------------- | ---------------- |
| Джерело:                                      |                  |                  |                  |                  |                  |                  |                  |                  |                  |                  |                  |                  |                  |